# Adria (tkanina)
Adria – tkanina wełniana z przędzy czesankowej cienkowłóknistej, charakteryzująca się dużym zagęszczeniem nitek osnowy i wątku oraz mięsistym, sprężystym chwytem. Na prawej stronie tkaniny występują skośne prążki o charakterze płaskorządkowym, utworzone przez nitki osnowy.
Z tkaniny wyrabia się kostiumy, suknie oraz garnitury.